# James Wilson (brittisk Labourpolitiker)
James Wilson, född 24 augusti 1879, död 15 augusti 1943, var en brittisk Labour-politiker. Han var parlamentsledamot av de brittiska underhuset för valkretsen Dudley från 1921 till 1922, och för Oldham från 1929 till 1931. År 1934 kandiderade för Darlington.